# Pebmarsh
Pebmarsh est un village et une paroisse civile de l'Essex, en Angleterre.

## Personnalité
- George Courtauld (1802-1861), industriel, y est né.